# Куропеска, Юзеф
Юзеф Куропеска (пол. Józef Kuropieska; 25 мая 1904, Едлня — 1 сентября 1998, Варшава) — генерал брони Войска Польского. Член Сейма Польской Народной Республики II и III созывов от Польской объединённой рабочей партии (ПОРП).

## Образование и начала военной службы
Окончил учительскую семинарию в Радоме (1923), офицерскую пехотную школу в Варшаве (1926, вторым в выпуске после будущего генерала Францишека Германа). Будучи курсантом, принимал участие в событиях мая 1926 (перевороте Юзефа Пилсудского) на стороне правительства. С 1926 — подпоручик, командир взвода, в 1927—1934 — командир роты в 36-м пехотном полку Легии Академической. С 1928 — поручик. Находясь на военной службе, изучал экономику в Свободном университете в Варшаве (1928—1932), окончил курс лётчиков-наблюдателей в 1-м авиационном полку в Варшаве (1930).
В 1934-1936 — слушатель Высшей военной школы в Варшаве, после окончания которой и получения квалификации офицера Генерального штаба стал первым офицером штаба 22-й горной пехотной дивизии в Перемышле. С 1935 — капитан. В 1938—1939 работал в военном историческом бюро в Варшаве. С марта 1939 — начальник оперативного отдела штаба оперативной группы «Бельско» под командованием генерала Мечислава Боруты-Спеховича. В этой должности принял участие в сентябрьской кампании 1939, взят в плен немцами 20 сентября.
Находился в лагере военнопленных в Брауншвейге, с июня 1940 — в Вольденберге. После эвакуации лагеря в глубь Германии в Любек освобождён союзниками. 12 мая 1945 вернулся в Варшаву.

## В Народном Войске Польском
В июне-июле 1945 командовал почётной ротой польской армии, участвовавшей 24 июня 1945 в Параде Победы на Красной площади. 15 октября 1945 направлен в Англию в составе Специальной военной миссии. С февраля 1946 по 3 апреля 1947 служил в качестве военного атташе в польском посольстве в Лондоне. С 1947 — командир 15-й пехотной дивизии в Ольштыне, в 1948 — директор по научной работе в Академии Генерального штаба, в 1948-1949 — заместитель начальника Генерального штаба, в 1949-1950 — начальник штаба Варшавского военного округа. В мае 1945 произведён в майоры (со старшинством с 30 июня 1944), в июне 1945 — в подполковники, в 1946 — в полковники, с 1948 — в генералы бригады.

## Арест и заключение
В 1950 был арестован и обвинён в шпионаже и участии в военном заговоре. В 1952 приговорён к смертной казни на закрытом (без участия защиты) заседании Высшего военного суда. Отказался признать себя виновным. Более года провел в камере смертников в ожидании казни. В 1954 приговор был отменён, и дело направлено на новое рассмотрение. В декабре 1955 освобождён из тюрьмы «в отпуск», в январе 1956 освобождён постоянно, в марте 1956 реабилитирован.

## Возвращение на военную службу
В июне 1956 вернулся на действительную военную службу в качестве главного редактора Wojskowy Przegląd Historyczny («Военно-исторического обозрения»). В 1957—1964 — командующий Варшавским военным округом. В этот период был одним из создателей первого в послевоенной Польше парашютного подразделения (6-й Поморской воздушно-десантной дивизии), использовал опыт парашютной бригады генерала Станислава Сосабовского, действовавшей во время Второй мировой войны на Западном фронте, что официально не одобрялось властями. С 1958 — генерал дивизии. В 1957-1965 — депутат Сейма. В 1963—1968 — начальник Академии Генерального штаба. Автор и пропагандист концепций военного обучения, учитывавших опыт довоенной Высшей военной школы, но вызывавших неприятие со стороны военачальников, получивших образование в СССР. В 1968, несмотря на желание продолжать службу был отправлен в отставку.

## В отставке
Затем посвятил себя написанию мемуаров и путешествиям. В течение многих лет был членом редакционного комитета ежеквартального «Военно-исторического обозрения», входил в состав Товарищества польских писателей В 1988 произведён в генералы брони. В июне 1989 был кандидатом от ПОРП на выборах в Сенат, несмотря на поражение, получил наибольшее число голосов из всех кандидатов правительства.
Похоронен на Аллее Заслуженных кладбища Воинское Повонзки в Варшаве. В 2002 приказом министра национальной обороны его имя получил 6-й батальон 6-й десантно-штурмовой бригады, расквартированной в Кракове.

## Награды
Награждён Серебряным крестом военного ордена «Виртути Милитари», Командорским крестом с звездой (1994) и Большим крестом ордена Возрождения Польши (посмертно; 2 сентября 1998), Крестом Грюнвальда III класса (1945), орденом «Знамя Труда» I класса (1964) и др.

## Мемуары
- Wspomnienia dowódcy kompanii (1976, Wydawnictwo MON, Warszawa)
- Wspomnienia oficera sztabu (1984, Krajowa Agencja Wydawnicza, Kraków)
- Nieprzewidziane przygody (1988, Wydawnictwo Literackie, Kraków)
- Z powrotem w służbie (1984, PIW, Warszawa)
- Misja w Londynie (1981, Czytelnik, Warszawa)
- Obozowe refleksje Oflag II c (1985, Krajowa Agencja Wydawnicza, Kraków)
- Od października do marca (1992, BGW, Warszawa)
- Wspomnienia z lat 1956—1968. Cz. 2, Od października do marca w Siłach Zbrojnych (1994, BGW, Warszawa)